# Iphiona arachnoidea
Iphiona arachnoidea là một loài thực vật có hoa trong họ Cúc. Loài này được (Boiss.) Anderb. mô tả khoa học đầu tiên năm 1985.